# اچ‌ام‌اس داونتلس (دی۴۵)
اچ‌ام‌اس داونتلس (دی۴۵) (به انگلیسی: HMS Dauntless (D45)) یک کشتی بود که طول آن ۴۷۱ فوت (۱۴۴ متر) بود. این کشتی در سال ۱۹۱۸ ساخته شد.